# Abeokuta
Abeokuta – miasto w południowo-zachodniej Nigerii. Ośrodek administracyjny stanu Ogun, nad rzeką Ogun (uchodzi do laguny Lagos – Zatoka Gwinejska).
- liczba mieszkańców: 593 140 (2005)
- położenie geograficzne: 7°08'N, 3°25'E

Ośrodek handlowy regionu uprawy ryżu, orzeszków kola, palmy oleistej, kakaowca i bawełny. Występuje przemysł spożywczy i chemiczny, a także rzemiosło artystyczne (tradycyjne stroje Jumba). 
Szpital Serca Jezusowego w Abeokucie był prowadzony i rozbudowany przez polskiego lekarza i świeckiego misjonarza Oswalda Madeckiego, tamże pochowanego. 
Z Abeokuty pochodzą m.in. były prezydent Nigerii Olusẹgun Ọbasanjọ oraz Fela Kuti – nigeryjski muzyk, twórca afrobeatu.

## Galeria

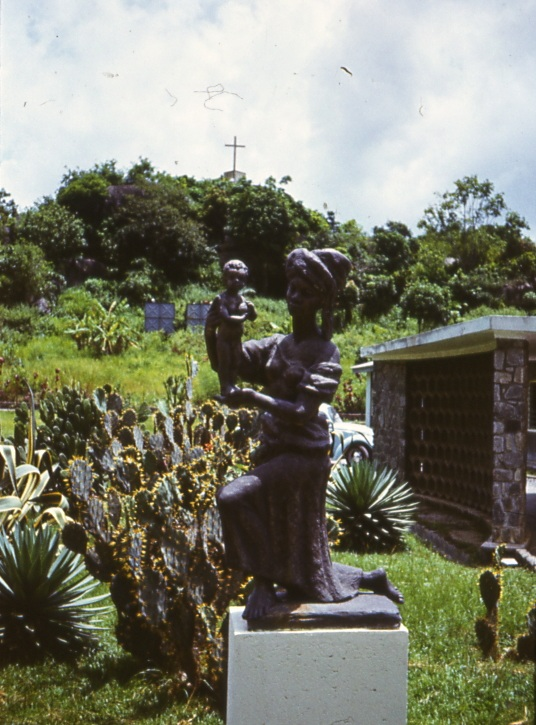
Szpital Najświętszego Serca – figura i krzyż
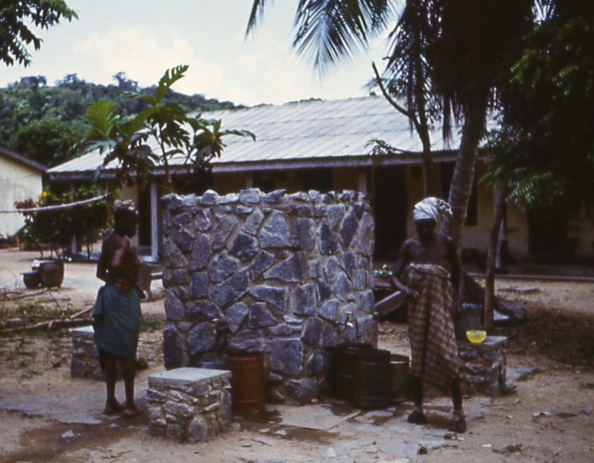
Szpital Najświętszego Serca – studnia
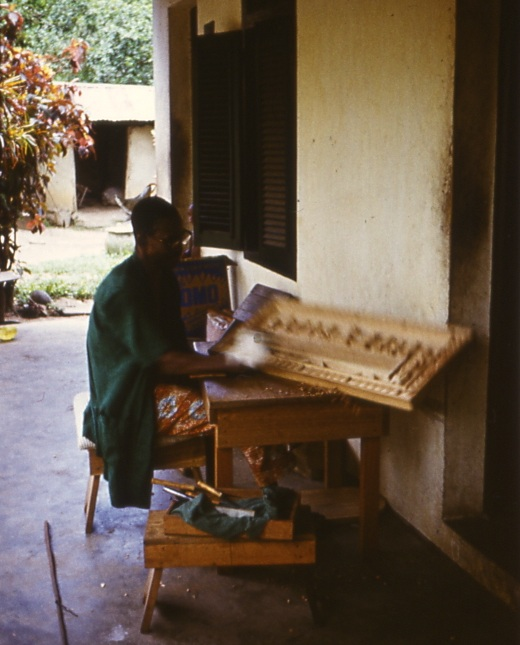
Szpital Najświętszego Serca – artysta przy pracy